# De Bem com a Vida (canção)
"De Bem com a Vida" é um single da dupla sertaneja brasileira Rayssa & Ravel, lançado em março de 2017.
Canção de trabalho do álbum Feliz Demais (2017), foi escrita pela dupla sertaneja João Vitor & Diego e foi produzida pelo músico Marcelo Rodriguez. A música conta com influências de arrocha e sertanejo.
"De Bem com a Vida", de acordo com Rayssa & Ravel, é complementar às demais músicas do disco, abordando a questão da felicidade como contraponto à angústia e sintomas como depressão. "Porque quem é feliz, é feliz, não está feliz. 'De Bem com a Vida' retrata isso aí", disse Rayssa, em uma gravação de streaming.
A canção também foi o primeiro single lançado na história da gravadora Graça Music nas plataformas digitais antes do lançamento de um álbum e foi liberado, a princípio, com exclusividade na Deezer.

## Faixas
| N.º | Título              | Compositor(es)     | Duração |  |
| 1.  | "De Bem com a Vida" | João Vitor & Diego | 2:52    |  |

## Ficha técnica
Banda
- Rayssa – vocais
- Ravel – vocais
- Marcelo Rodriguez – produção musical, arranjos e teclados
- Marcos Borges – violão
- Rafinha de Laia – bateria
- Henrique Garcia – guitarra
- Luizinho Souza – baixo
- Alê Di Vieira – percussão em "De Bem com a Vida"
- Wiliam dos Santos – sanfona

Equipe técnica
- Alê Gaiotto – mixagem, masterização e efeitos especiais

Projeto gráfico
- Paola Cibim – make–up
- Paulo Cibim – fotos
- Observ Design – design